# هيلين شارمان
هيلين شارمان (بالإنجليزية: Helen Sharman)‏ (و. 1963 – م) هي كيميائية، ورائدة فضاء من المملكة المتحدة . ولدت في شفيلد .
وهي عضوة في Royal Society of Chemistry .

## ريادة الفضاء
شاركت في المهمات الفضائية:
- Soyuz TM-11
- Soyuz TM-12.

## التعليم
تعلمت في جامعة شيفيلد، وكلية بيركبيك, جامعة لندن

## جوائز
حصلت على جوائز منها:
- ضابط رتبة الإمبراطورية البريطانية
- Order of Friendship of Peoples
- Medal "For Merit in Space Exploration".